# 松浦正孝
松浦 正孝（まつうら まさたか、1962年 - ）は、日本の政治学者・歴史学者。立教大学法学部教授。専門は日本政治史。

## 略歴
神奈川県生まれ。栄光学園高校卒業、1985年東京大学法学部卒業後、同大学院法学政治学研究科で学び、1992年単位取得退学。1994年博士（法学）取得。東京大学法学部附属近代日本法政史料センター助手（1992-1994年）、同助教授（1994-1995年）、北海道大学法学部助教授（1994-2002年）、同大学院法学研究科教授（2002年-2012年）を経て現職。
台湾中央研究院近代史研究所（1998年2月）、英国ロンドン・スクール・オブ・エコノミクス（1999年4月–2000年3月客員研究員）において研究を行っている。

## 受賞歴
- 吉田茂賞－著書『日中戦争期における経済と政治』[3][6]

## 著書

### 単著
- 『日中戦争期における経済と政治――近衛文麿と池田成彬』（東京大学出版会, 1995年）
- 『財界の政治経済史――井上準之助・郷誠之助・池田成彬の時代』（東京大学出版会, 2002年）
- 『「大東亜戦争」はなぜ起きたのか――汎アジア主義の政治経済史』（名古屋大学出版会, 2010年、新版2019年）

### 編著
- 『昭和・アジア主義の実像――帝国日本と台湾・「南洋」・「南支那」』（ミネルヴァ書房, 2007年）
- 『アジア主義は何を語るのか――記憶・権力・価値』（ミネルヴァ書房, 2013年）

### 共編著
- （辻康夫・宮本太郎）『政治学のエッセンシャルズ――視点と争点』（北海道大学出版会, 2008年）

### 編纂史料
- 『20世紀日本のアジア関係重要研究資料 大亞細亞主義（全8巻）』（大亜細亜協会刊・後藤乾一共編, 竜渓書舎, 2008年）

## 論文

### 雑誌論文
- 「日中戦争収拾構想と華中通貨工作」『国際政治』97号（1991年）
- 「『帝人事件』考――戦前日本における財界の組織化と政界・財界関係」日本政治学会編『年報政治学』（岩波書店, 1995年）
- 「再考・日中戦争前夜――中国幣制改革と兒玉訪中団をめぐって」『国際政治』122号（1999年）
- 「汎アジア主義における『台湾要因』――両岸関係をめぐる日・英中間抗争の政治経済史的背景」『北大法学論集』55巻3号（2004年）
- 「『島国』、そして『陸の帝国』から『海の帝国』へ――長崎・大連・神戸」『国際政治』139号（2004年）
- 「日中戦争はなぜ南下したのか（1-3）」『北大法学論集』57巻1号／57巻2号／58巻2号（2006-2007年）
- 「汎アジア主義における『九州要因』（上・下）――ヒト・モノの移動と『歴史的記憶』」『北大法学論集』59巻2号／59巻3号（2008年）

### 単行本所収論文
- 「『財界世話業』と経済システムの危機」田村善之編『北大法学部ライブラリー（3）情報・秩序・ネットワーク』（北海道大学図書刊行会, 1999年）
- 「高橋是清と『挙国一致』内閣――政党内閣崩壊後の政治経済」北岡伸一・御厨貴編『戦争・復興・発展――昭和政治史における権力と構想』（東京大学出版会, 2000年）
- 「高橋財政下の帝国経済再編と体制間優位競争――汎アジア主義の日本帝国における政治経済基盤」坂野潤治・新藤宗幸・小林正弥編『憲政の政治学』（東京大学出版会, 2006年）
- 「汎アジア主義における『インド要因』――日本帝国経済再編とディアスポラによる反英の論理」石田憲編『膨張する帝国 拡散する帝国』（東京大学出版会, 2007年）